# Peter Clever
Peter Clever (* 5. Januar 1955) ist ein deutscher Ministerialdirektor a. D., seit 2003 Mitglied der Hauptgeschäftsführung der Bundesvereinigung der Deutschen Arbeitgeberverbände (BDA) sowie seit 2008 Vorsitzender des Verwaltungsrats der Deutschen Welle.

## Leben
Nach Abitur und Wehrdienst studierte er Volkswirtschaft, politische Wissenschaften und Soziologie an der Universität Köln mit Abschluss Diplom-Volkswirt. Er wurde 1979 Assistent von Norbert Blüm MdB, dem er bis 1984 als Büroleiter und Pressesprecher in der CDU/CSU-Bundestagsfraktion, der Senatsverwaltung für Bundesangelegenheiten des Landes Berlin sowie dem Bundesministerium für Arbeit und Sozialordnung (BMA) persönlich zuarbeitete.
Zwischen 1985 und 1998 leitete er im BMA drei Abteilungen: Internationale Sozialpolitik (1985–1994), Beschäftigung und Integration ausländischer Arbeitnehmer/Personal im BMA-Geschäftsbereich (1996–1997) sowie Arbeitsmarktpolitik/Arbeitslosenversicherung (1997–1998). In den Jahren 1994–1996 war er Sonderberater bei der EU-Kommission in Brüssel (Kabinett Kommissar Martin Bangemann). 1998–2003 leitete er die Unternehmenskommunikation der Fundus-Gruppe Köln/Berlin.
Im November 2003 wählte ihn das Präsidium der Bundesvereinigung der Deutschen Arbeitgeberverbände (BDA) zum Mitglied der dreiköpfigen BDA-Hauptgeschäftsführung. Dort verantwortet er die Bereiche Arbeitsmarkt, Europäische Union und Internationale Sozialpolitik sowie Bildung/Berufliche Bildung. Er ist seit Dezember 2003 Sprecher der Arbeitgeberbank im Verwaltungsrat der Bundesagentur für Arbeit und dessen alternierender Vorsitzender. In dieser Rolle betrieb er die Entlassung von Valerie Holsboer aus dem Vorstand der Bundesagentur im Juli 2019. Im Anschluss bat er am  16. Juli Hubertus Heil um seine Entbindung aus dem Verwaltungsrat.
2004–2008 war er Mitglied des Rundfunkrates der Deutschen Welle. 2008 wechselte er vom Rundfunkrat in den Verwaltungsrat der Deutschen Welle, der ihn im September 2008 einstimmig zum Vorsitzenden wählte. Außerdem ist Clever Mitglied im Europäischen Wirtschafts- und Sozialausschuss der Europäischen Union und dort Vizepräsident der Arbeitgebergruppe. Darüber hinaus ist er Mitglied des Kuratoriums von Aktion Deutschland Hilft, dem Bündnis der Hilfsorganisationen.
Clever ist verheiratet mit Birgit Over-Clever, mit der er zwei erwachsene Söhne hat.

## Behinderung einer BpB-Publikation
„Mit viel Einsatz“ (Der Spiegel) verhinderte Peter Clever, dass eine Publikation der Bundeszentrale für politische Bildung „Ökonomie und Gesellschaft“ in den Vertrieb ging. Der Band enthält zwölf von unterschiedlichen Autoren geschriebene „Bausteine für die schulische und außerschulische politische Bildung“ und wurde im Februar 2015 veröffentlicht. Im Juni 2015 schrieb Clever an den Präsidenten der Bundeszentrale für politische Bildung und in Kopie an das Bundesinnenministerium, dem die Bundeszentrale formal untersteht, einen fünfseitigen Brief und äußerte sein „Befremden“ über die Publikation, da das Unternehmertum dort zu schlecht wegkäme: „Die in Ihrer Publikation transportierten ideologischen und voreingenommenen Anschuldigungen kennen wir aus interessierten Kreisen schon länger. Dass sie nun aber durch die Bundeszentrale für politische Bildung verbreitet und empfohlen werden, ist skandalös und nicht hinnehmbar.“ Das Buch entspreche „einseitiger Propaganda gegen die Wirtschaft“. Clever bat darum, das Buch in dieser Form aus dem Vertrieb zu nehmen, worauf das Innenministerium unter Thomas de Maizière (CDU) die Bundeszentrale für politische Bildung bat, den Vertrieb des Buches einzustellen.
Die Deutsche Gesellschaft für Soziologie zeigte sich schockiert, der wissenschaftliche Beirat der BpB befasste sich mit dem Fall und votierte mit großer Mehrheit für eine Aufhebung des Vertriebsverbotes. Die Publikation ist seit November 2015 wieder erhältlich.